# Roland Kneißl
Roland Kneißl, né le 5 février 1963 à Mühldorf am Inn, est un footballeur puis entraîneur allemand. Il évolue au poste de milieu de terrain du milieu des années 1980 au milieu des années 1990. Formé au TSV Ampfing, il joue ensuite au Hertha BSC puis fait l'essentiel de sa carrière au TSV 1860 Munich.

## Biographie
Surnommé « Magic » par les supporteurs, Roland Kneißl est un des acteurs majeurs de la promotion du TSV 1860 Munich en 2.Bundesliga 1990-1991. 
En tout, le milieu offensif joue 68 match en 2. Liga (pour le Hertha BSC et pour le TSV 1860 Munich) pour trois buts marqués. Il arrête sa carrière en 1994 et devient co-entraîneur avec Werner Lorant.
De juillet 2004 à janvier 2006, Kneißl est entraîneur du TSV 1860 Munich.